# Sonja Windmüller
Sonja Windmüller (* 1969) ist eine deutsche Volkskundlerin.

## Leben
Von 1989 bis 1997 studierte sie europäische Ethnologie/Volkskunde, Germanistik, Medienwissenschaft, Philosophie in Marburg und Wien; Magisterabschluss an der Philipps-Universität Marburg mit der Arbeit „Ziegenhainer Salatkirmes. Zur Folklorisierung eines Volksfestes“. Nach der Promotion 2002 im Fach Europäische Ethnologie/Kulturwissenschaft an der Philipps-Universität Marburg mit der Arbeit „Die Kehrseite der Dinge. Müll, Abfall, Wegwerfen als kulturwissenschaftliches Problem“ (von 06/1999 bis 09/2001 unterstützt durch ein Stipendium der Hessischen Graduiertenförderung) hatte sie seit 2004 Lehrbeauftragte an verschiedenen Universitäten (Frankfurt am Main, Hamburg, Jena, Kiel, Marburg, Wien). Von 2005 bis 2018 war sie Geschäftsführerin der Hessischen Vereinigung für Volkskunde. Von 2006 bis 2012 lehrte sie als Juniorprofessorin am Institut für Volkskunde/Kulturanthropologie der Universität Hamburg. Im Wintersemester 2011/2012 vertrat sie die W3-Professur am Institut für Volkskunde/Kulturanthropologie der Universität Hamburg. 2017 reichte sie die Habilitationsschrift „Konjunkturen. Zur Idee des Rhythmischen in der Ökonomik“ an der Universität Hamburg, Fakultät für Geisteswissenschaften (Habilitationskolloquium 2019) ein. Seit 2018 lehrt sie als W3-Professorin für Europäische Ethnologie/Volkskunde an der Christian-Albrechts-Universität zu Kiel.

## Werke
- Die Kehrseite der Dinge. Müll, Abfall, Wegwerfen als kulturwissenschaftliches Problem. LIT, Münster 2004, ISBN 3-8258-7517-2 (zugl. Marburg, Univ., Diss. 2002).

### Als Herausgeberin (Auswahl)
- zus. mit Siegfried Becker: Umweltforschung, Jonas-Verlag, Marburg 2019 (Hessische Blätter für Volks- und Kulturforschung, N.F. 52), ISBN 978-3-89445-550-7.
- zus. mit Inga Klein: Kultur der Ökonomie. Zur Materialität und Performanz des Wirtschaftlichen, transcript, Bielefeld 2014 (Edition Kulturwissenschaft, 25), ISBN 3-8376-2460-9.
- Hamburg grün geblickt. Ethnographische Expeditionen im urbanen Raum, LIT, Berlin, Münster 2012 (Studien zur Alltagskulturforschung, 9), ISBN 978-3-643-11878-3.
- Kultur-Forschung. Zum Profil einer volkskundlichen Kulturwissenschaft, LIT, Berlin, Münster 2009, (Studien zur Alltagskulturforschung 6), ISBN 978-3-643-10322-2.
- zus. mit Kathrin Bonacker: Tanz! Rhythmus und Leidenschaft, Jonas-Verl., Marburg 2007, (Hessische Blätter für Volks- und Kulturforschung, N.F. 42), ISBN 978-3-89445-389-3.

### Aufsätze (Auswahl)
- Wirtschaftsobjekte – Wirtschaftsmuseen. Zum Verhältnis von Ökonomik und materieller Kultur, in: Kieler Blätter zur Volkskunde, Bd. 54, 2022, S. 73–93.
- Meer-/mehr Plastik. Zur Perspektivierung von Umweltwahrnehmung und Umwelthandeln am Beispiel des Great Pacific Garbage Patch, in: Siegfried Becker, Sonja Windmüller (Hrsg.): Umweltforschung. Marburg 2019 (= Hessische Blätter für Volks- und Kulturforschung NF 52), S. 51–75.
- (Ver)laufende Räume. Paraden als Gegenstand der Kulturforschung, in: Schweizerisches Archiv für Volkskunde, Bd. 109, 2013, S. 32–46.
- Faszination Rhythmus. Überlegungen zu einem Forschungsprogramm, in: Zeitschrift für Volkskunde. Beiträge zur Kulturforschung, Bd. 106, 2010, H. 1, S. 45–65.
- An der Nase geführt. Perspektiven auf das Phänomen 'Tanzbär' (und zugleich auch auf den Tanz), in: Volkskundlich-Kulturwissenschaftliche Schriften. Bd. 19, 2009, H. 1, S. 17–38.
- Bücher verbrennen als kultureller Ausdruck, in: Brauchen und Gestalten. Materialien zur Sachkulturforschung. Andreas C. Bimmer zum 60. Geburtstag , Jonas-Verl., Marburg 2004, ISBN 3-89445-310-9, S. 158–170.
- Idealwerte als Grenzwerte. Kulturwissenschaftliche Überlegungen zu Normungsprozessen, ihren Einbindungen und Effekten, in: Thomas Hengartner, Johannes Moser (Hrsg.): Grenzen & Differenzen. Zur Macht sozialer und kultureller Grenzziehungen, Leipziger Univ.-Verl., Leipzig 2006 (Schriften zur sächsischen Geschichte und Volkskunde, 17), ISBN 978-3-86583-088-3, S. 839–856.
- Volksparaden. Kulturwissenschaftliche Annäherungen an das Militärische im Festzug, in: Andreas C. Bimmer (Hrsg.): Das Militärische im Volksleben, Jonas-Verl., Marburg 2001, (Hessische Blätter für Volks- und Kulturforschung, N.F., 36), ISBN 3-89445-275-7, S. 11–38.
- Das Metronom. Vertaktungen eines musikalischen Requisits, in: Katharina Ferus, Dietmar Rübel (Hrsg.): "Die Tücke des Objekts". Vom Umgang mit Dingen, Reimer, Berlin 2009 (Schriftenreihe der Isa-Lohmann-Siems-Stiftung, 2), ISBN 3-496-02807-6, S. 193–207.